# Explicatio
Explicatio (lat. explicatio ‚Entfaltung, Entwirrung, Ausdrücklichmachung‘) bedeutet in der Philosophie der Spätantike und des Mittelalters eine Auseinanderlegung, Entfaltung oder Auffächerung der Einheit (des Ganzen, des Begriffs, Gottes) in die Vielheit ihrer inneren Bestandteile.
Bei Plotin werden die Dinge als entfaltete Zahl bezeichnet. Bei Nikolaus von Kues ist die Zahl die explicatio unitatis, und die Bewegung die explicatio quietis (in De docta ignorantia, 1440). Er bezeichnete explicatio dei als die Selbstentfaltung Gottes, das die Existenz Gottes in allem Endlichen ermöglicht. Eine Entsprechung findet diese Definition in complicatio, die den Zustand des Enthaltens Gottes im allen Endlichen ausdrückt. Der deus explicitus ist im Unterschied zum deus absconditus (d. h. Gott als verborgene schöpferische Kraft) die Welt als erschaffene Gestalt (siehe auch Emanation).
In der Logik besteht die Explicatio eines Begriffes in der Deutlichmachung seiner Merkmale, wodurch der Begriff selbst klar wird: Je mehr Merkmale bewusst werden, desto sicherer kann entschieden werden, ob ein gegebenes etwas unter diesen Begriff fällt oder nicht. Daran schließt sich die Moderne Explikation als  Präzisierung eines unscharfen Begriffs an.